# Stor-Hisjön
Stor-Hisjön är en sjö i Bollnäs kommun och Söderhamns kommun i Hälsingland och ingår i Norralaåns huvudavrinningsområde. Sjön har en area på 0,0692 kvadratkilometer och ligger 105,3 meter över havet.

## Delavrinningsområde
Stor-Hisjön ingår i det delavrinningsområde (680668-154906) som SMHI kallar för Inloppet i Visbodsjön. Medelhöjden är 128 meter över havet och ytan är 14,83 kvadratkilometer. Räknas de 4 avrinningsområdena uppströms in blir den ackumulerade arean 41,44 kvadratkilometer. Flysån som avvattnar avrinningsområdet har biflödesordning 2, vilket innebär att vattnet flödar genom totalt 2 vattendrag innan det når havet efter 22 kilometer. Avrinningsområdet består mestadels av skog (85 procent). Avrinningsområdet har 0,97 kvadratkilometer vattenytor vilket ger det en sjöprocent på 6,5 procent.